# Ivo Plicka
Ivo Plicka (* 25. září 1946 Praha) je český textař, autor textů mnoha úspěšných hitů.

## Život
Od dětství se přátelil s Petrem Novákem, hlavní postavou raného Flamenga a celoživotně spojeného s vlastní skupinou George and Beatovens. Pro něj napsal texty jako například Pokoj č.26 (1966), Já budu chodit po špičkách, Náhrobní kámen, Povídej (všechny rok 1967), Klaunova zpověď (1968), Dětský oči a další, které vyšly jako singlové nahrávky a většina z nich ihned bodovala v rozhlasové hitparádě Houpačka, kterou na Československém rozhlasu uváděl Jiří Černý s manželkou. Píseň Já budu chodit po špičkách se držela na první příčce přes rok.
Ivo Plicka se významně  podílel na prvních třech alba Petra Nováka - Kolotoč svět (1970), Modlitba za lásku (1970) a Ve jménu lásky (1971).
V roce 1969 se Ivo Plicka odstěhoval do Rakouska, kde se oženil. Později vystřídal v Evropě další země, až se usadil v Miami na Floridě. Po odchodu do zahraničí se psaní textů věnuje příležitostně, většina písní napsaných pro Petra Nováka v 60. a 70. letech se stala evergreeny.